# Blaknięcie raf koralowych

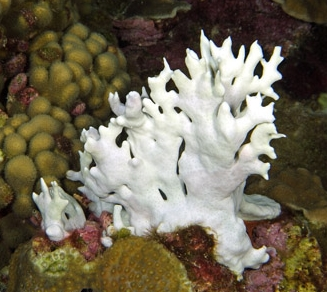
Wyblakły koralowiec z gatunku Millepora.

Blaknięcie raf koralowych (również: blaknięcie koralowców) – antropogeniczne (rzadko naturalne) zjawisko utraty symbiotycznych glonów przez koralowce i inne organizmy (stąd określenie blaknięcie koralowców uważa się za nieprecyzyjne) budujące i tworzące rafy koralowe, będące skutkiem stresu środowiskowego – przede wszystkim podwyższonej temperatury wody. Blaknięcie uważane jest za największe zagrożenie dla raf koralowych na całym świecie. Długotrwały stres temperaturowy powoduje nawet 100% śmiertelność kolonii.
Pierwszy raz w naturze odnotowano je w 1911 roku. Według badań o skali globalnej ok. 97% raf na świecie doświadczyło stresu temperaturowego, w tym 60% w stopniu poważnym.
Ostatnie masowe blaknięcie zakończone w 2017 było najpoważniejszym i najdłużej trwającym. Poważnie dotknęło ono Wielką Rafę Koralową. Ponad 60% koralowców wyblakło zupełnie. Niespełna 10% rafy nie było ani trochę objęte zjawiskiem, a pozostałe 90% Wielkiej Rafy Koralowej zostało w jakimś stopniu nim dotknięte. Naukowcy uważają, że Wielka Rafa Koralowa najpewniej już nigdy nie wróci do stanu sprzed tego blaknięcia.

## Fizjologia
Stres termiczny powoduje zaburzenie symbiozy między koralowcami a glonami z rodzaju zooksantelli, nadającymi koralowcom kolory. Dochodzi do uszkodzenia spójności układów lipidów w membranach tylakoidowych zooksantelli, co zaburza i przerywa fotoukład II glonów. Powoduje to nadprodukcję wolnych rodników tlenu i kwasu azotowego, a potem do uszkodzenia glonu i/lub koralowca na poziomie komórkowym. W końcu symbiont zostaje wydalony przez gospodarza. Dokładny mechanizm komórkowy prowadzący do wydalania nie jest do końca poznany.
Stopień blaknięcia i końcowy kolor są cechą gatunkową. Na przykład koralowce z rzędu madreporowych muszą stracić 50% lub więcej symbiontów, aby blaknięcie było widoczne gołym okiem. Ponieważ koralowce mogą być zamieszkiwane również przez inne barwiące glony i posiadać również inne barwniki, wyblakły koralowiec może przybierać również inne barwy niż białą.
Dyskusyjny pozostaje mechanizm obronny polegający na zmianie gatunków zooksantelli u koralowców po przebytym blaknięciu. Obserwowany był on po niektórych epizodach blaknięcia u niektórych gatunków lub w eksperymentach.

## Skutki

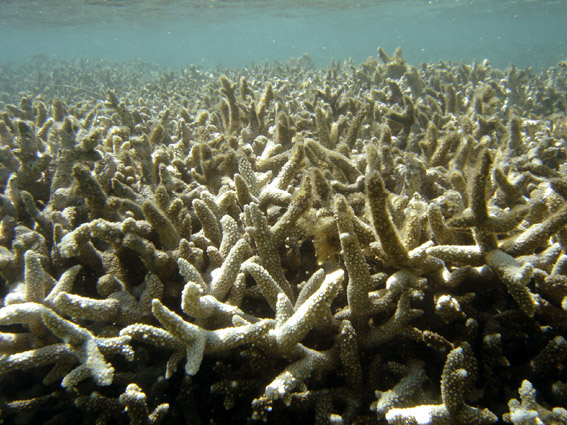
Wyblakły koralowiec u wybrzeży wyspy Reunion.

Koralowce bez glonów są uszkodzone w sensie fizjologicznym – glony dostarczają ok. 90% składników energetycznych. Stres łagodny lub krótkotrwały powoduje zwykle niewielką śmiertelność. Jednak silny lub długotrwały stres temperaturowy powoduje nawet 100% śmiertelność wśród kolonii. Osłabione koralowce są podatniejsze na choroby (np. zakażenia bakteryjne, zachorowalność na nowotwory), są zagrożone skolonizowaniem przez inne gatunki, np. algi. Wolniej się rozmnażają – dochodzi do zaburzeń procesu embriogenezy, zwiększa się odsetek niepłodnych polipów, maleje liczba jajeczek, obserwowalny jest efekt Alleeego. Wolniej rosną – również po odzyskaniu glonów. Podłoże zajęte przez martwą kolonię koralowców nie nadaje do zasiedlenia przez nowe larwy przez dziesięciolecia. Wyblakłe rafy stanowią również gorsze środowisko dla gatunków w niej mieszkających, a także dostarczają mniej dóbr społecznościom ludzkim z nich korzystającym.
Koralowce tworzące rafy egzystują blisko swoich górnych limitów tolerancji temperatury, zasiedlając płytkie, silnie naświetlone wody strefy eufotycznej. Dlatego też blaknięcie najczęściej powodowane jest wzrostem temperatury tych wód. Innymi czynnikami, rzadziej powodującymi blaknięcie, jest ekspozycja na wodę o zbyt niskiej temperaturze lub ekspozycja na cyjanki. Takie samo działanie przypisuje się też nadmiernemu nasłonecznieniu, w paśmie widzialnym i UV (z uwagi na to koralowce często zawierają różne pigmenty pochłaniające ultrafiolet, jak aminokwasy zbliżone do mykosporyny, mycosporine-like amino acids, MMA). Lokalne warunki, tj. wystąpienie długiego okresu zachmurzenia, burz, deszczów, może powodować mniejsze ocieplenie wody i przyczynić się do ograniczonego terytorialnie zmniejszenia lub niewystąpienia blaknięcia. W przypadku takich archipelagów, jak Samoa – jedno z cieplejszych miejsc, gdzie występują rafy – przypuszcza się, że znaczne falowanie wody powoduje jej lepsze mieszanie i chłodzenie. Ze słabszym blaknięciem korelują również: większa głębokość, zacienienie, szybszy przepływ wody, obfitość składników odżywczych w wodzie. Najbardziej narażone na blaknięcie są więc rafy położone płytko, dobrze nasłonecznione, z wolno płynącą wodą (np. laguny).

## Skutki dla ekosystemu
Osłabienie i obumieranie koralowców niesie szereg skutków dla biocenozy i biotopu ekosystemu rafy. W ciągu kilkunastu dni występowania takiego stanu można zaobserwować znaczne zwiększenie śmiertelności różnych gatunków zwierząt żyjących w rafach (pasożyty, pierwotniaki, widłonogi, płazińce, wąsonogi, dziesięcionogi, ryby) lub zmianę nawyków żywieniowych albo opuszczanie przez nie rafy (co zwiększa również ich śmiertelność). Odpowiada za to zmniejszona dostępność pożywienia: śluzu zwierzęcego, detrytusu i mikroorganizmów, których niektóre gatunki bywają ściśle powiązane z danymi gatunkami koralowców. Zwykle w ciągu miesiąca wymierają gatunki ryb, dla których koralowiec jest podstawowym pożywieniem (babkowate, garbikowate, jednorożkowate, chetonikowate).
Spadek populacji dotyka również gatunki, dla których rafa stanowi schronienie. Zmniejszenie lub zahamowanie przyrostu rafy powoduje zaburzenie równowagi między jej akrecją (tworzeniem) a bioerozją (niszczeniem, głównie przez jeżowce i inne szkarłupnie, gąbki, mięczaki i ryby). Niejednokrotnie, nasilona bioerozja nie pozwoliła na odtworzenie się raf i doprowadziła do całkowitego rozłożenia w ciągu 5–15 lat, jak na przykład populacja koralowca Acropora w Zatoce Perskiej po wyblaknięciu w 1996.
Samo wydalanie glonów przez koralowce może być obfite, co w połączeniu z wyżej wymienionymi migrantami i martwymi osobnikami, przyciąga gatunki oportunistycznej, jak wargaczowate czy luszczowate.

## Obserwacje

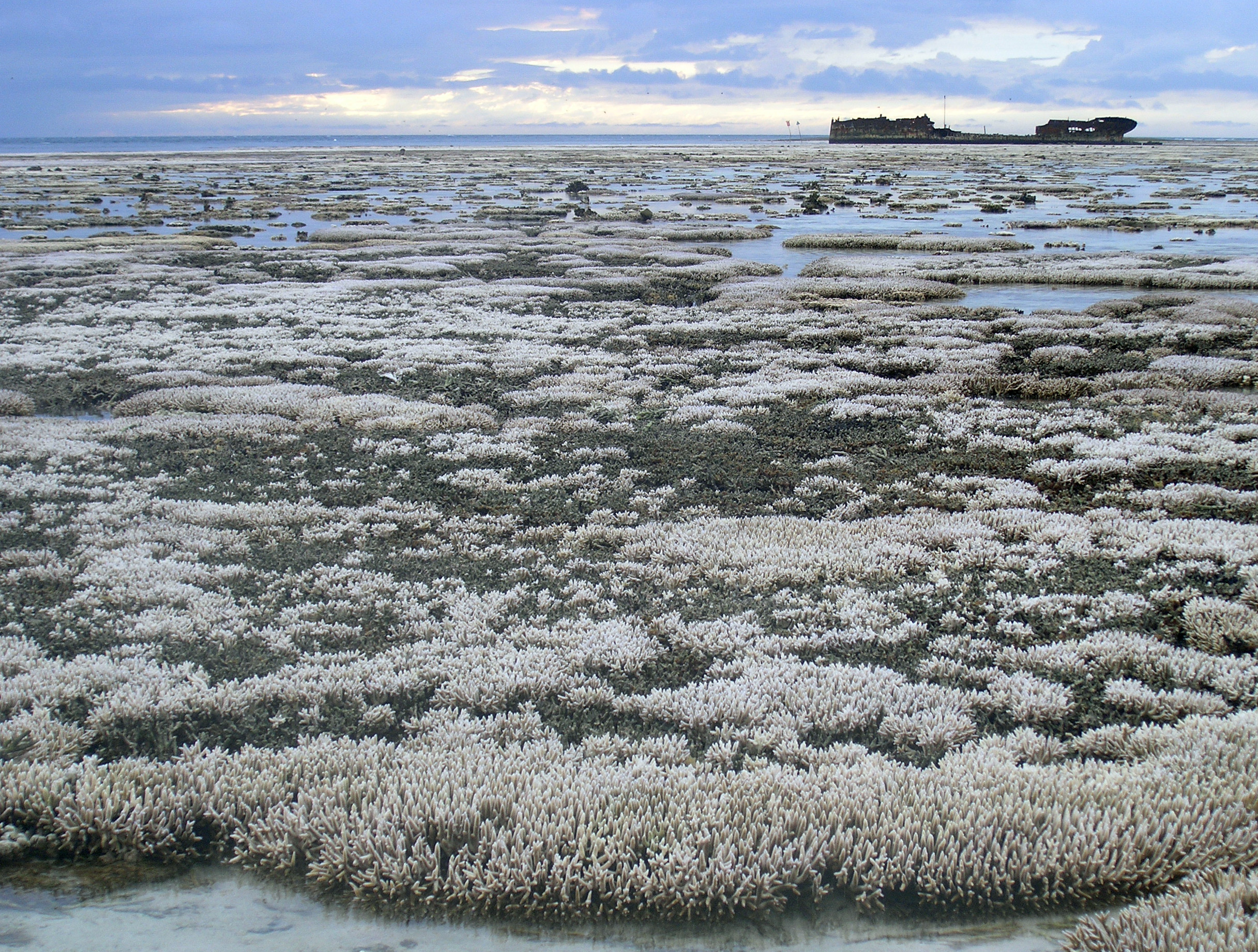
Fragment wyblakniętej Wielkiej Rafy Koralowej w czasie masowego blaknięcia z 2016.

Naturalnie występujące blaknięcie, spowodowane kilkunastoma dniami ciepłej, bezwietrznej pogody, zaobserwowano po raz pierwszy na archipelagu Dry Tortugas, na południe od Florydy, w 1911 roku. Eksperymenty związane z blaknięciem koralowców w podwyższonych temperaturach przeprowadzano podczas ekspedycji naukowej do Wielkiej Rafy Koralowej w latach 1928–1929. Pierwsze próby opisu ilościowego zjawisko podjęto w latach 70. XX wieku.
Obserwowanie i śledzenie blaknięcia nie jest łatwe, z uwagi na mnogość utrudniających to czynników fizycznych (położenie pod wodą, ograniczenia instrumentów badawczych) i fizjologicznych (różnice między gatunkami, rozległość kolonii). Blaknięcie obserwuje się przy pomocy zespołów nurków i odpowiednich skal blaknięcia. Metodami zdalnymi są kamery na łodziach, obserwacje lotnicze i satelitarne (w tym spektroskopowe). Połączenie tych ostatnich, satelitarnych i spektroskopowych, dzięki rosnącej rozdzielczości przestrzennej, odgrywa od początku XXI wieku coraz większą rolę, umożliwiając częsty monitoring dużych połaci wody z dokładnością pozwalającą stwierdzać stan zdrowia koralowców. W badaniu blaknięcia nie sprawdzają się metody akustyczne.
Ilość doniesień o blaknięciu raf wzrosła gwałtownie w latach 80. XX wieku. Według badań o skali globalnej, przeprowadzonych metodami telemetrycznymi (satelitarnymi), ok. 97% raf na świecie doświadczyło stresu temperaturowego, w tym 60% w stopniu poważnym. W pierwszej dekadzie XXI wieku częstość blaknięcia potroiła się w stosunku do połowy lat 80. XX wieku. Mimo ograniczonych możliwości badania minionych epizodów, szereg prac wskazuje (np. wiążąc blaknięcie ze spowolnieniem wzrostu i zmianami strukturalnymi w szkieletach koralowców), że przed latami 80. XX wieku blaknięcie było zjawiskiem rzadkim.
| Lata 80. XX wieku | Lata 80. XX wieku                                                                   | Lata 90. XX wieku | Lata 90. XX wieku                                       | XXI wiek  | XXI wiek                                                      |
| Rok               | Obszar                                                                              | Rok               | Obszar                                                  | Rok       | Obszar                                                        |
| ----------------- | ----------------------------------------------------------------------------------- | ----------------- | ------------------------------------------------------- | --------- | ------------------------------------------------------------- |
| 1979-80           | Wielka Rafa Koralowa                                                                | 1991              | Moorea, Morzez Andamańskie                              | 2002      | zasięg globalny (Wielka Rafa Koralowa, Zatoka Perska, Hawaje) |
| 1982-83           | Wschodni Pacyfik, Indonezja, Tokelau, Panama, Galapagos, Moorea, południowa Japonia | 1992-93           | Galapagos, Wielka Rafa Koralowa                         | 2005      | wschodnie Karaiby, południowa Afryka                          |
| 1984              | Moorea                                                                              | 1994              | Pacyfik, wschodnia Afryka, Wielka Rafa Koralowa, Moorea | 2006      | Wielka Rafa Koralowa                                          |
| 1986-87           | Wielka Rafa Koralowa, Moorea, Karaiby, Galapagos                                    | 1996              | Zatoka Perska, Hawaje                                   | 2007      | Iran                                                          |
| 1988              | Morze Andamańskie                                                                   | 1997–98           | zasięg globalny                                         | 2014–2017 | zasięg globalny                                               |
| 1989              | Jamajka                                                                             | 2000              | południowa Afryka, Wyspa Wielkanocna                    | 2023-2024 | zasięg globalny                                               |
| 1990              | Jamajka                                                                             |                   |                                                         |           |                                                               |
| 1988              | Morze Andamańskie                                                                   |                   |                                                         |           |                                                               |

Dwie pierwsze fale masowego blaknięcia miały miejsce w 1998 i 2002. W obu przypadkach wzrost temperatury wody wzmocniony był efektem El Niño. Najdłuższy epizod z lat 2014–2017 dotknął ok. 70% raf na świecie. Podczas każdego z nich ok. 60% raf doznawało stresu temperaturowego mierzonego jako 4 lub więcej DWH. Wbrew początkowym hipotezom, nie stwierdzono, aby czystsza woda pomagała koralowcom i zmniejszała blaknięcie. Nie zmierzono również statycznie istotnych różnic w blaknięciu raf na obszarach chronionych i niechronionych. Różne gatunki koralowców różnie reagują na stres temperaturowy, ale efekt ten jest wyraźny jedynie przy krótkich/słabych epizodach blaknięcia. Silny stres nie jest już gatunkowo selektywny i równie silnie dotyka niemal wszystkie gatunki.
Każdy z epizodów blaknięcia różnił się zasięgiem. W przypadku Wielkiej Rafy Koralowej w 1998 wystąpiło ono głównie w regionach nadbrzeżnych, dotykając najciężej środkowe i południowe części rafy. Objęło w różnym stopniu 55% rafy. Stres temperaturowy mieścił się w granicach 1–8 DHW.
W 2002 blaknięcie objęło więcej regionów (58% koralowców blakło w jakimś stopniu), w tym te centralne obszary, które nie wyblakły w 1998. Wówczas ponad 30% raf doświadczyło stresu temperaturowego w zakresie 8–16 DWH. Dotknęło ono również koralowce nie tworzące raf, np. w Morzu Śródziemnym.
Ostatnie blaknięcie było najpoważniejsze i najdłużej trwające. Najsilniej wystąpiło na 1000-kilometrowym odcinku północnym, odznaczając się silnym gradientem na osi północ-południe. Ze 171 monitorowanych raf tworzących Wielką Rafę 85% zostało dotkniętych blaknięciem. Ponad 60% koralowców wyblakło zupełnie. Niespełna 10% rafy nie było ani trochę objęte zjawiskiem. Biorąc pod uwagę łączny zasięg zjawiska, niemal cała Wielka Rafa Koralowa została nim dotknięta. Doznany stres temperaturowy sięgał 15 DWH. Południowa część Wielkiej Rafy została słabiej dotknięta blaknięciem najprawdopodobniej dzięki przejściu burzy tropikalnej po cyklonie Winston w 2016. Ochłodził on tamtejsze wody o kilka stopni Celsjusza. Naukowcy uważają, że Wielka Rafa Koralowa najpewniej już nigdy nie wróci do stanu sprzed tego blaknięcia.
| Wielkie blaknięcie z roku | % wyblakły w danym roku | % nigdy niedotknięty blaknięciem | % wyblakły 1-krotnie | % wyblakły w 1998 i 2002 | % wyblakły w 1998 lub 2002 i ponownie w 2016 | % wyblakły 3-krotnie |
| ------------------------- | ----------------------- | -------------------------------- | -------------------- | ------------------------ | -------------------------------------------- | -------------------- |
| 1998                      | 43%                     | 9%                               | 5,8%                 | 35%                      | 34%                                          | 29%                  |
| 2002                      | 56%                     | 9%                               | 4,7%                 | 35%                      | 34%                                          | 29%                  |
| 2016                      | 85%                     | 9%                               | 18,7%                | –                        | 34%                                          | 29%                  |

Blaknięcie (wybielanie) koralowców (właściwie: blaknięcie raf koralowych, jako że nie dotyczy wyłącznie koralowców) jest bezpośrednim skutkiem wzrostu średniej temperatury mórz i oceanów, czego przyczyną jest globalne ocieplenie klimatu. Potwierdzają to liczne badania, ich meta-analizy, i konsensusy ekspertów. Powtarzalność i siła blaknięcia zależy wprost od długości i siły stresu temperaturowego. Wystarczy kilka tygodni w temperaturze kilka stopni większej od normalnej, aby doszło o rozpoczęcia procesu blaknięcia. W skali światowej, ocenia się, że około 1/3 raf doświadcza stresu temperaturowego powodującego blaknięcie rzadziej niż raz na dekadę; 1/3 – raz lub dwa razy na dekadę; 1/3 – częściej niż 2 razy na dekadę. Średnio były to 4 epizody na 28 lat (najczęściej na Bliskim Wschodzie, ok. 9 razy; najrzadziej w Australii, 3-krotnie). Średni przyrost temperatury mórz, gdzie znajdują się rafy, wynosi ok. 0,2 °C/dekadę, przy czym najszybszy odnotowano w Morzu Czerwonym, a najwolniejszy u wybrzeży Australii. Jedyny obszar, gdzie odnotowano spadek średniej temperatury, to region na północ od Wielkiej Bahamy.
Modele klimatyczne wskazują, że do 2050 roku rafy będą co roku poddawane stresowi temperaturowemu powodującemu blaknięcie.

## Regeneracja i odtwarzanie
Do 2008 roku nie powstała jeszcze żadna globalna ocena dotycząca regenerowania się raf po blaknięciu. W 2004 w badaniu Status of Coral Reefs of the World (240 źródeł danych z 98 krajów) stwierdzono, że po masowym blaknięciu z 1998 roku około 40% raf odtworzyło się lub nadal się odtwarza.
Zmierzone tempa odtwarzania różnią się zależnie od terytorium (najszybsze w basenie Oceanu Indyjskiego; ujemne – dalsza erozja – na zachodnim Atlantyku), gatunku i innych czynników. W niektórych regionach, jak Malediwy, odtwarzanie się rafy można było stwierdzić już po 2 latach. W innych rejonach, jak Galapagos, nie odnotowano go przez 20 lat. Do najczęściej przeżywających gatunków należą te z rodzaju Porites. Do najczęściej obserwowanych w przypadku regeneracji rafy należą rodzaje: Acropora, Pocillopora, i Porites. Często dochodzi do zamiany gatunków w porównaniu do stanu sprzed wymarcia kolonii, ale nie ma tu wyraźnego schematu.
Za największą przeszkodę w odtwarzaniu się rafy uważa się nie samo zjawisko blaknięcia, ale długotrwałe efekty, które ono powoduje – spowolnione rozmnażanie, podatność na choroby i drapieżniki, zwiększoną bioerozję. Ta ostatnia może powodować, że nawet w przypadku rozmnażania się ocalałych koralowców, larwy nie będą mogły zasiedlić połaci zniszczonej rafy.